# Herbert Huber (Botaniker)
Herbert Franz Josef Huber (* 1. Januar 1931; † 1. Oktober 2005) war ein deutscher Botaniker. Bei seinem Tod 2005 war er emeritierter Professor für Botanik an der Universität Kaiserslautern. Bekannt wurde er durch seine Beiträge zur Systematik der Angiospermen (Bedecktsamigen Pflanzen).
Sein botanisches Autorenkürzel lautet „H.Huber“.

## Lebensweg
Huber wuchs als Sohn eines Biologie-Dozenten an der theologisch-philosophischen Hochschule in Dillingen auf. Er studierte bei Hermann Merxmüller in München und schrieb seine Doktorarbeit 1958 über die artenreiche Gattung Ceropegia (Leuchterblumen). Nach der Promotion wurde er Kurator am Botanischen Garten der Universität Würzburg; anschließend übernahm er die Professur für Botanik an der Universität von Mérida (Venezuela). Nach seiner Rückkehr nach Deutschland wurde er zunächst Leiter des Herbariums in Hamburg, bis er als Professor für Botanik an die Universität Kaiserslautern berufen wurde, wo er bis zu seiner Emeritierung tätig war.

## Arbeiten
Huber war einer der ersten Wissenschaftler, die aus morphologischen Gründen die traditionelle Aufteilung der Angiospermen in einkeimblättrige Pflanzen (Monokotyledonen) und zweikeimblättrige Pflanzen (Dikotyledonen) in Frage stellten. Er war ebenfalls unter den ersten Systematikern, die vorschlugen, das sehr umfangreiche Taxon der Liliiflorae aufzuspalten. Seine Beiträge erreichten zunächst keine große Resonanz, wobei hierzu beitrug, dass er überwiegend in deutscher Sprache schrieb und in den Mitteilungen der Botanischen Staatssammlung München publizierte.
In München veröffentlichte er auch sein erstes bedeutendes Werk Die Samenmerkmale und Verwandtschaftsverhältnisse der Liliiflorae (1969), eine detaillierte Untersuchung des Taxons, in der er dessen Zweiteilung vorschlug, in die 'Asparagoiden' Liliiflorae und die 'Colchicoiden' Lilliiflorae. Als Dahlgren, Clifford und Yeo ihre Untersuchung der Familien der Monokotyledonen (1985) abschlossen, entwickelten sie Hubers Konzept weiter und machten es gleichzeitig populär, indem sie die Asparagales als eine neue Ordnung des Pflanzenreiches einführten. Von ähnlicher Bedeutung sind darüber Hubers weitere Arbeiten, die sich mit der Systematik der Dikotyledonen (Magnoliales, Eudikotyledonen) sowie deren Samenanatomie, unter anderem in der umfangreichen Pflanzenfamilie der Annonaceae (Annonengewächse), sowie mit den Rosiflorae im Sinne von Dahlgren beschäftigen. Fachübergreifend initiierte Huber chemosystematische Untersuchungen innerhalb der Eudikotyledonen.

## Ehrung
Die Gattung Hubera, aktuell Huberantha der Annonengewächse (Annonaceae) wurde nach Huber benannt, da Huber (1985) rein aufgrund morphologischer Merkmale bereits diese Gruppe von den beiden Nachbargruppen unterschieden hatte.

## Ausgewählte Publikationen

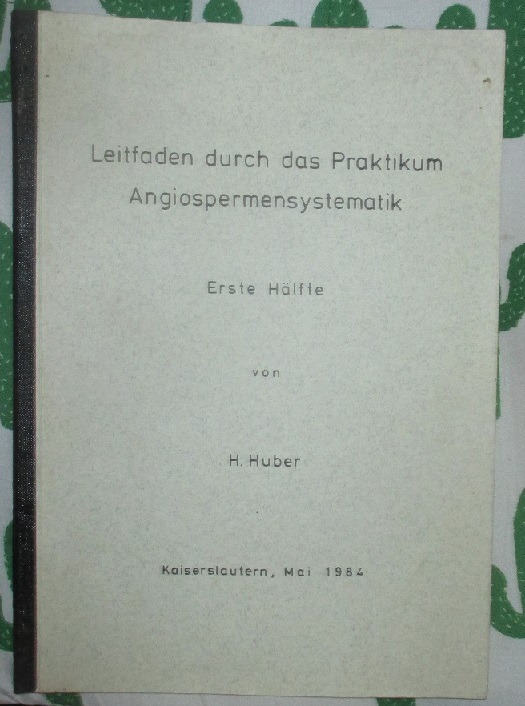

- H. Huber. (1955) Ceropegia humbertii Mitt. Bot. Staatssamml. München, Heft 12: 72 .
- Herbert F. J. Huber: Revision der Gattung Ceropegia. In: Memórias da Sociedade Broteriana. Band 12, Coimbra, 1957, S. 1–203 .
- Huber, H. (1985) Annonaceae, pp. 1–75. In: Dassanayake, M.D. & Fosberg, F.R. (eds.), A revised handbook to the flora of Ceylon, 5. Amerind Publishing Co., New Delhi, 476 Seiten.
- H. Huber: Die Samenmerkmale und Verwandtschaftsverhältnisse der Liliiflorae. In: Mitt. Bot. Staatssamml.[Mitteilungen der Botanischen Staatssammlung München]. 8. Jahrgang, 1969, S. 219–538 (biodiversitylibrary.org [abgerufen am 10. Februar 2015]).
- H. Huber: The treatment of monocotyledons in an evolutionary system of classification. In: Plant Systematics and Evolution, Supplement. 1. Jahrgang, 1977, S. 285–298, doi:10.1007/978-3-7091-7076-2_18 (englisch).
- K. Kubitzki, H. Huber, P. J. Rudall, P. S. Stevens, T. Stützel: The families and genera of vascular plants. Vol.3. Springer-Verlag, Berlin, Germany 1998, ISBN 3-540-64060-6 (englisch, google.ca [abgerufen am 14. Januar 2014]).

## Referenzen und Bibliographie
1. ↑  Huber, Herbert Franz Josef. In: Index of Botanists. Harvard University Herbaria & Libraries, abgerufen am 14. April 2015 (englisch).
2. 1 2 3 4  Klaus Kubitzki: Herbert Huber (1 Jan 1931–1 Oct 2005). In: Taxon. 55. Jahrgang, Nr. 1, Februar 2006, S. 239 (englisch).
3. ↑  R.M. Dahlgren, H.T. Clifford, P.F. Yeo: The families of the monocotyledons. Springer-Verlag, Berlin 1985, ISBN 978-3-642-64903-5 (englisch, google.ca [abgerufen am 10. Februar 2014]).
4. ↑  T. Stuhlfauth, H. Fock, H. Huber, K. Klug:: The distribution of fatty acids including petroselinic and tariric acids in the fruit and seed oils of the Pittosporaceae, Araliaceae, Umbelliferae, Simarubaceae and Rutaceae. In: Biochemical Systematics and Ecology. 13. Jahrgang, 1985, S. 447–453, doi:10.1016/0305-1978(85)90091-2 (englisch).
5. ↑  Beate Breuer, Thomas Stuhlfauth, Heinrich Fock, Herbert Huber:: Fatty acids of some cornaceae, hydrangeaceae, aquifoliaceae, hamamelidaceae and styracaceae. In: Phytochemistry. 26. Jahrgang, 1987, S. 1441–1445, doi:10.1016/S0031-9422(00)81830-0 (englisch).
6. ↑  Tanawat Chaowasku, David M. Johnson, Raymond W.J.M. Van Der Ham, Lars W. Chatrou:: Characterization of Hubera (Annonaceae), a new genus segregated from Polyalthia and allied to Miliusa. In: Phytotaxa. 69. Jahrgang, 2012, S. 33–56 (englisch, mapress.com [PDF; abgerufen am 14. April 2015]).
7. ↑  T. Chaowasku, D.M. Johnson, R.W.J.M. van der Ham, L.W. Chatrou: Huberantha, a replacement name for Hubera (Annonaceae: Malmeoideae: Miliuseae). In: Kew Bull. 23. Jahrgang, 2015, S. 447–453, doi:10.1007/s12225-015-9571-z (englisch).